# Wojna kantabryjska
     kampania roku 137 p.n.e. prowadzona przez D.J. Brutusa w czasie wojny numantyjskiej
     kampania roku 26 p.n.e.
     kampania roku 25 p.n.e.
     przybycie Cezara

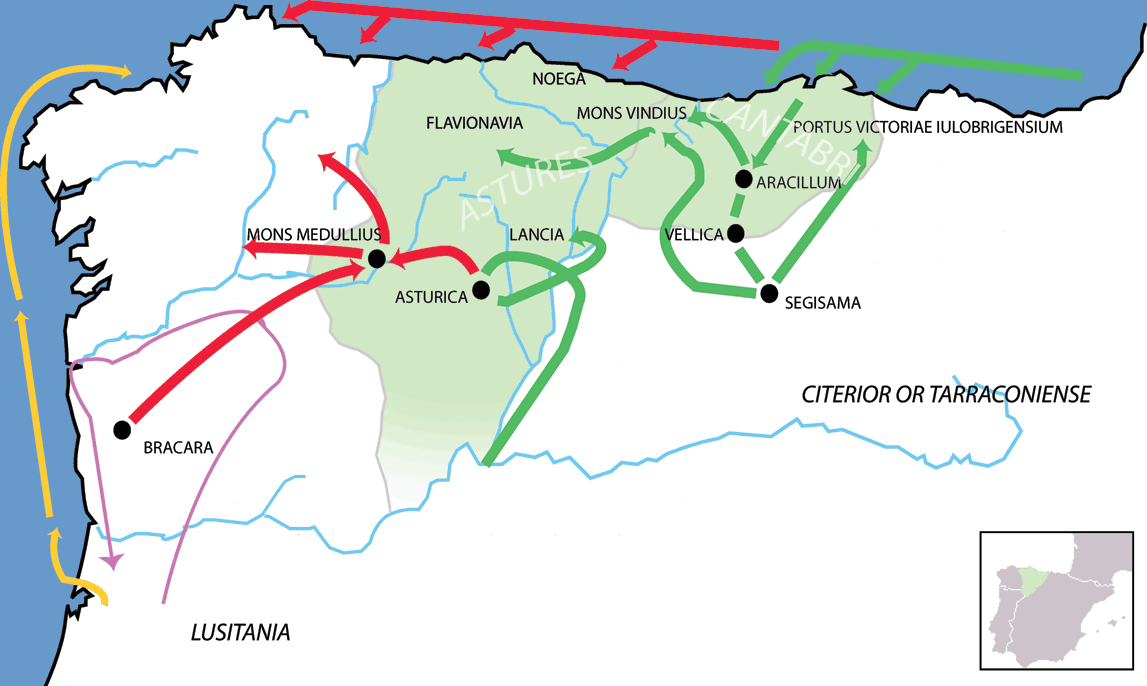
Rzymskie kampanie przeciwko Kantabrom i Asturom oraz Gallekom
kampania roku 137 p.n.e. prowadzona przez D.J. Brutusa w czasie wojny numantyjskiej
kampania roku 26 p.n.e.
kampania roku 25 p.n.e.
przybycie Cezara

Wojna kantabryjska – konflikt pomiędzy Cesarstwem Rzymskim pod panowaniem Augusta a plemionami iberyjskimi Kantabrów i Asturów. Miała miejsce w latach 29-19 p.n.e. i stanowiła ostatnią fazę rzymskiego podboju Półwyspu Iberyjskiego. 

## Kantabrowie w walce z Rzymem
Do pierwszego kontaktu pomiędzy Rzymianami a Kantabrami doszło podczas drugiej wojny punickiej, w której po stronie Kartagińczyków walczyły oddziały wojowników kantabryjskich. W trakcie walk toczonych przez konsula Lucjusza Licyniusza Lukullusa (konsula 151 p.n.e.) w roku 151 p.n.e. w ramach wojny luzytańskiej, Kantabrowie poparli walczące plemiona Iberów. Podobną pomoc udzielili Numantyczykom w trakcie wojny numantyjskiej, poparli też Kwintusa Sertoriusza w walkach na terenie Hiszpanii. W roku 56 p.n.e. Kantabrowie wyruszyli do Galii, gdzie walczyli po stronie Akwitanów przeciwko wojskom rzymskim legata Publiusza Licyniusza Krassusa. W roku 49 p.n.e. Lucjusz Afrikanus zrektrutował spośród Kantabrów, Celtyberów oraz innych plemion hiszpańskich oddziały wojska walczące w bitwie pod Ilerdą. 

## Początek wojny 29 p.n.e.
Kampanie Oktawiana Augusta przeciwko Kantabrom rozpoczęły się po atakach tego plemienia na ziemie sąsiadujących z nim podbitych przez Rzym innych plemion iberyjskich. Z pewnością jednak największym magnesem przyciągającym Rzymian na północ Hiszpanii było złoto Asturów zaprzyjaźnionych z Kantabrami.  
Pierwsze walki na północy kraju wybuchły już w roku 38 p.n.e. W roku 29 p.n.e. Tytus Statyliusz Taurus poprowadził swoje wojska przeciwko Kantabrom i Asturom, które obroniły jednak swoją niezależność. 

## Rok 27 p.n.e.
W roku 27 p.n.e. Oktawian August osobiście poprowadził nową kampanię w Hiszpanii przeciwko nieujarzmionym wcześniej plemionom Iberów. Cesarzowi zależało też na umocnieniu więzów ze swoim wojskiem. W rejon walk Oktawian skierował siedem legionów, które i tym razem nie odniosły zwycięstwa, a po wyjeździe cesarza z Hiszpanii wojna przybrała długotrwały charakter. 

## Rok 26 p.n.e.
Kolejna kampania rozpoczęła się w styczniu 26 p.n.e. W miejscowości Sagisma (Sasamón) Rzymianie założyli obóz wojskowy. Tutaj cesarz podzielił swoje siły na 3 części wysyłając je do walk z Kantabrami, którzy rozpoczęli walki partyzanckie, wciągając Rzymian w licznie zastawione pułapki. W trakcie jednego z nocnych marszów cesarz niemal stracił życie po uderzeniu pioruna. Oktawian zachorował jednak poważnie, nakazując przenieść swoją kwaterę do Tarraco. Stąd kierował on operacjami swoich wojsk w Kantabrii. 
W tym czasie wojska rzymskie Antystiusza Vetusa zdobyły kantabryjskie miasto Vellica, skąd ścigały uciekającego przeciwnika aż po rejon Mons Vindicus (Picos de Europa). Tutaj Rzymianom nie udało się zdobyć nowych pozycji Iberów, wobec czego postanowiono odciąć im zaopatrzenie i wziąć głodem, co też nastąpiło. Równocześnie inny oddział rzymski po ciężkiej walce zdobył miasto Aracillum (Aradillos). 

## Rok 25 p.n.e.
Na początku roku 25 p.n.e. Asturowie zaatakowali trzy obozy rzymskie rozłożone w pobliżu rzeki Astura. Zostali oni jednak ostatecznie pokonani przez siły namiestnika Luzytanii Publiusza Karysjusza, którego wsparły niektóre plemiona zaprzyjaźnionych Iberów. Po tym zwycięstwie namiestnik zdobył dobrze ufortyfikowane miasto Lancia (Mansilla de las Mulas), wypierając stąd Asturów. Pod koniec roku 25 p.n.e. Karysjusz utworzył na zdobytych terenach kolonię Emerita Augusta (Merida), gdzie osiedlił swoich weteranów. W tym samym roku Rzymianie oblegli Kantabrów w rejonie Mons Medullius (Las Médulas), otaczając wzgórze silnym pierścieniem fortyfikacji. W trakcie tego oblężenia wielu Kantabrów, chcąc uniknąć rzymskiej niewoli odebrało sobie życie. 

## Lata 24-22 p.n.e.
W latach 24-23 p.n.e. namiestnikiem prowincji Hispania Citerior został Lucjusz Aeliusz Lamia, który okrutnie rozprawił się z zaproszonymi na ucztę wysłannikami Kantabrów i Asturów. Wszystkim zaproszonym Rzymianie odcięli dłonie. W roku 22 p.n.e. wybuchła kolejna rebelia Asturów przeciwko Karysjuszowi. Karysjusza wsparł swoimi siłami następca Aeliusza Lamii, Gajusz Furniusz który po zdławieniu rewolty Kantabrów wkroczył do Asturii i przyczynił się do klęski Iberów. Pomimo sukcesów Rzymian wojna toczyła się jeszcze trzy lata. 

## Ostatnie walki 19 p.n.e.
W roku 19 p.n.e. Oktawian wysłał do Hiszpanii znakomitego wodza Marka Agryppę, któremu nakazał ostatecznie rozprawienie się z rebeliantami. W tym bowiem roku wielu Kantabrów zbiegło z niewoli rzymskiej w górzyste rejony kraju, gdzie kontynuowało walki partyzanckie. Pierwszym zadaniem Agryppy było przywrócenie dyscypliny w wojsku, które odmawiało dalszej walki z Kantabrami. Ostatecznie zmotywowane przez dowódcę oddziały rzymskie ponosząc duże straty pobiły przeciwnika, zabijając wielu zdolnych do noszenia broni mężczyzn. Po sukcesie kampanii Agryppy, w Hiszpanii dochodziło już tylko do niewielkich potyczek z powstańcami, trwającymi do roku 16 p.n.e. 